# ビセンテ・ミエラ
ビセンテ・ミエーラ（Vicente Miera, 1940年5月10日 - ）は、スペイン・サンタンデール出身の元サッカー選手、元サッカー指導者。選手時代のポジションはディフェンダー。選手時代にはスペイン代表であり、監督としてもスペイン代表を指揮した。

## 経歴

### 選手
地元のラシン・サンタンデールで2シーズンプレーし、1961年にレアル・マドリードに移籍した。1961年12月10日、フランス代表との親善試合(1-1)でスペイン代表デビューしたが、このフランス戦が唯一の出場機会となった。レアル・マドリードでは絶対的なレギュラーではなかったが、在籍期間中にプリメーラ・ディビシオン（1部）では7回優勝し、1965-66シーズンにはUEFAチャンピオンズカップで優勝した。1969年にセグンダ・ディビシオン（2部）のスポルティング・ヒホンに移籍し、1969-70シーズンのセグンダ・ディビシオン優勝とプリメーラ・ディビシオン昇格に貢献した。

### 指導者
1974年にはプリメーラ・ディビシオン（1部）のレアル・オビエドの監督に就任したが、1975-76シーズン終了後にセグンダ・ディビシオン（2部）降格となった。1976年にはスポルティング・ヒホン監督に就任し、RCDエスパニョール（1979-80シーズン）を挟みながら5シーズンの間ヒホンの監督を務めた。1982年にはミゲル・ムニョス監督率いるスペイン代表のアシスタントコーチに就任し、UEFA欧州選手権1984では準優勝、1986 FIFAワールドカップではベスト8の成績を残した。1991年、UEFA欧州選手権1992予選で敗退が決まったスペイン代表監督に就任し、翌年のUEFA欧州選手権1992本大会後にハビエル・クレメンテ監督が就任するまで7ヶ月間監督を務めた。1992年7月から8月にはU-23スペイン代表監督としてバルセロナオリンピックに出場するスペイン代表を率い、金メダルを獲得した。

## タイトル

### 選手
- レアル・マドリード

UEFAチャンピオンズカップ (1) : 1965–66
プリメーラ・ディビシオン (7) : 1961–62, 1962–63, 1963–64, 1964–65, 1966–67, 1967–68, 1968–69
コパ・デル・レイ (1) : 1961–62
- スポルティング・ヒホン

セグンダ・ディビシオン (1) : 1969–70

### 指導者
- U-23スペイン代表

夏季オリンピック 金メダル (1) : 1992